# 木村研一
木村 研一（きむら けんいち、1968年4月15日 - ）は、日本の実業家、デロイトトーマツグループCEO。

## 人物・経歴
1968年4月1日、神奈川県生まれ。1991年、立教大学経済学部卒業。
1995年4月、公認会計士登録。2000年9月、監査法人トーマツ（現：有限責任監査法人トーマツ）入社。
2004年7月、有限責任監査法人トーマツパートナー就任。2005年8月、デロイト トーマツ ファイナンシャルアドバイザリー株式会社（現：デロイト トーマツ ファイナンシャルアドバイザリー合同会社）執行役員を兼務。
2015年11月、有限責任監査法人トーマツ アドバイザリー事業本部（現：リスクアドバイザリー）本部長、有限責任監査法人トーマツ執行役。2019年4月、デロイトトーマツ サイバー合同会社代表執行者。同年6月、デロイトトーマツ リスク アドバイザリー株式会社代表取締役社長就任。2021年6月、デロイトトーマツグループ執行役クライアント&インダストリーリーダー。
2022年6月、デロイトトーマツグループCEO就任。
企業財務、コーポレートガバナンス、リスクマネジメント分野に専門的知見を有しているのに加え、ITガバナンスおよびサイバーセキュリティのデジタル領域にも詳しい。